# Federal Medical Center, Carswell

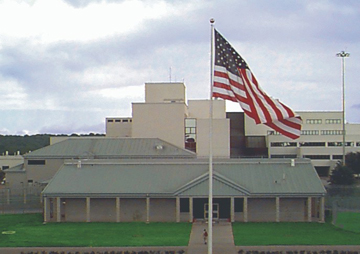
Federal Medical Center Carswell

Das Federal Medical Center (FMC) Carswell in Fort Worth, Texas, ist eine 1994 gegründete Einrichtung der US-amerikanischen Bundesbehörden. Es ist ein Gefängniskrankenhaus, das medizinische und psychologische Hilfe für weibliche Bundesgefangene anbietet.
FMC Carswell befindet sich in unmittelbarer Nähe des Stützpunktes Naval Air Station Joint Reserve Base Fort Worth, früher unter dem Namen Carswell Air Force Base geführt. Die Einrichtung, die um die 1.400 Insassen beherbergt, ist die einzige Einrichtung für weibliche Gefangene auf Bundesebene.

## Skandale
Es erschienen im Jahre 2007 Artikel, die die Misshandlung von Gefangenen behauptet haben. Diese Vorwürfe beinhalteten medizinischen Pfusch und sexuelle Belästigung. Sieben FMC-Carswell-Mitarbeiter sollen über einen Zeitraum von sieben Jahren Gefangene sexuell belästigt haben.
Im März 2000 vergewaltigte der Gefängnisbeamte Lawrence Miller die Gefangene Marilyn Shirley. Erst 2004 wurde er zu 150 Monaten Haft verurteilt.
Im Mai 2008 wurde der 48-jährige Vincent Inametti, ein katholischer Priester, der als Kaplan in FMC Carswell gearbeitet hat, wegen zweifacher sexueller Belästigung von Gefangenen zu 48 Monaten Freiheitsstrafe verurteilt.

## Bekannte Insassen

### Todeskandidatinnen
| Name               | Nummer    | Status                          | Details |
| ------------------ | --------- | ------------------------------- | ------- |
| Angela Johnson     | 08337-029 | Bis 2010 im FMC Carswell        |         |
| Lisa M. Montgomery | 11072-031 | Hingerichtet am 13. Januar 2021 |         |

### Übrige Insassen
| Name                     | Nummer    | Status                   | Details                                                                                  |
| ------------------------ | --------- | ------------------------ | ---------------------------------------------------------------------------------------- |
| Wanda Barzee             | 16650-081 | Bis 2010 im FMC Carswell | Kidnappte Elizabeth Smart                                                                |
| Lynette "Squeaky" Fromme | 06075-180 | 14. August 2009          | Versuchte Präsident Gerald Ford zu ermorden                                              |
| Marion Jones             | 84868-054 | 5. September 2008        | Falschaussagen bezüglich Doping                                                          |
| Lynne Stewart            | 53504-054 | 31. Dezember 2013        | Wegen Erleichterung der Kommunikation zwischen Umar Abd ar-Rahman und der Gamaa Islamija |